# Осколков, Евгений Николаевич
Евге́ний Никола́евич Оско́лков (1925—1995) — советский учёный-историк и педагог, доктор исторических наук, профессор. Заслуженный деятель науки РСФСР (1985).

## Биография
Родился в 1925 году в городе Петрозаводске в семье военнослужащего Красной армии.
С 1942 года после гибели своего отца под Москвой, Е. Н. Осколкову в трудные годы Великой Отечественной войны пришлось начать трудовую деятельность и совмещать учёбу и работу. С 1943 года призван в ряды РККА и направлен на службу в Пограничные войска НКВД СССР, участник обороны Кавказа.
С 1950 года после демобилизации из рядов Советской армии в звании старшина, Е. Н. Осколков поступил на юридический факультет Ростовского государственного университета, который окончил в 1955 году. В период учёбы занимался общественной работой: с 1954 года был руководителем профсоюза юридического факультета и членом парткома РГУ, с 1955 по 1956 годы избирался председателем студенческого профсоюзного комитета РГУ. С 1955 по 1959 годы обучался в аспирантуре на кафедре истории КПСС Ростовского государственного университета.
С 1959 по 1966 годы Е. Н. Осколков был ассистентом и доцентом, с 1966 по 1976 годы — заведующий кафедрой истории КПСС Ростовского государственного университета. Одновременно с научно-преподавательской деятельностью занимался и общественной работой: с 1963 по 1964 годы избирался секретарем партийного комитета РГУ и членом Кировского райкома КПСС города Ростова-на-Дону. С 1976 по 1989 годы Е. Н. Осколков был  директором Института повышения квалификации преподавателей общественных наук и  проректором Ростовского государственного университета. Под руководством Е. Н. Осколкова было подготовлено около 20 кандидатских и докторских диссертаций. 
В 1961 году защитил диссертацию на соискание учёной степени кандидата исторических наук по теме:  «Тактика КПСС в период завершения сплошной коллективизации в основных зерновых районах страны (1930—1931 гг.)», в 1974 году — доктора исторических наук по теме: «Победа колхозного строя в зерновых районах Северного Кавказа: очерки истории партийного руководства коллективизацией крестьянских и казачьих хозяйств». В 1977 году Е. Н. Осколкову было присвоено звание — профессора.
В. Н. Осколков долгое время был членом Комитета Всесоюзного симпозиума по изучению проблем аграрной истории Отделения истории АН СССР, членом проблемного и научно-методического советов Министерства высшего и среднего специального образования РСФСР и председателем Совета по защите кандидатских и докторских диссертаций по истории КПСС и СССР при Ростовском государственном университете. С 1973 по 1989 годы — заместитель главного редактора журнала «Известия Северо-Кавказского научного центра высшей школы», председатель редакционной коллегии и ответственный секретарь серии «Общественные науки» журнала «Известия Северо-Кавказского научного центра высшей школы».
Умер 23 декабря 1995 года в Ростове-на-Дону.

## Награды
- Медаль «За оборону Кавказа»[2]

### Звание
- Заслуженный деятель науки Российской Федерации[3]